# عبد الغفار القزويني
نجم الدين عبد الغفار بن عبد الكريم بن عبد الغفار القزوِينِي فقيه شافعي من علماء القرن السابع الهجري، توفي سنة 665هـ.
قال تاج الدين السبكي:
وقال ابن العماد الحنبلي: «وفيها (سنة 668هـ) العلّامة المجيد نجم الدّين عبد الغفّار بن عبد الكريم بن عبد الغفّار القزويني الشّافعي، أحد الأئمة الأعلام وفقهاء الإسلام».
قال اليافعيّ: سلك في «حاويه» مسلكاً لم يلحقه أحد ولا قاربه.
قال ابن شهبة: هو صاحب «الحاوي الصغير» و «اللباب» و «العجاب».

## وفاته
اختُلف في سنة وفاته، فقيل سنة 665هـ، وقيل سنة 668هـ.
قال تاج الدين السبكي: توفّي فِي الْمحرم سنة خمس وَسِتِّينَ وسِتمِائَة.
وعده ابن العماد الحنبلي في وفيات سنة 668هـ وقال: وجزم اليافعيّ وابن الأهدل بوفاته في هذه السنة.

## مؤلفاته
- الحاوي الصغير، في الفقه الشافعي، وهو مختصر لكتاب فتح العزيز لأبي القاسم الرافعي (ت 623هـ).
- اللباب، وشرح اللباب المسمى بالعُجاب.